# Film-makers’ Cooperative
Die Film-makers’ Cooperative ist eine 1962 in New York City gegründete unabhängige und nichtkommerzielle Organisation von Filmemachern, die dem Zweck der Verbreitung von Filmkunst dient. Ihren Sitz hat sie in der Leonard Street in Manhattan.
Gegründet wurde die Kooperative von Jonas Mekas, Shirley Clarke und über 20 anderen Filmkunstschaffenden, nachdem sich bereits im Jahr 1960 Experimentalfilmer in New York getroffen hatten, um sich zu einer eigenen Organisation zusammenzuschließen. Die New American Cinema Group traf sich unter Mekas’ Vorsitz in der Folge monatlich, um ihre Vision von einem unkommerziellen, zensurfreien Avantgarde-Kino in die Tat umzusetzen. Insbesondere die Verbreitung stellte ein Problem dar, das gelöst werden musste. Da bei den bestehenden Organisationen einzig der Profit im Vordergrund stand, konnte die Lösung nur in einer selbstorganisierten Distribution bestehen.
Gründungsmitglieder waren unter anderem Stan Vanderbeek, Ron Rice, Rudy Burckhardt, Jack Smith, Lloyd Williams, Robert Breer, David Brooks, Ken Jacobs, Gregory Markopoulos, Ray Wisniweski, Doc Humes und Robert Downey Sr.
Heute verfügt die Coop über mehr als 12000 Filme und Videos, von denen 5000 weltweit an Interessierte verliehen werden.